# Lac Dauphin
Pour les articles homonymes, voir Dauphin (homonymie).
Le lac Dauphin est une étendue d'eau située dans la province du Manitoba au Canada.

## Géographie
Sa superficie est de 520 km2. Son bassin fluvial couvre une superficie de 8 400 km2.
Le lac Dauphin est alimenté par de nombreuses rivières. Les eaux du lac Dauphin se jettent dans le Lac Winnipegosis par l'intermédiaire de la rivière Mossy.
Le lac Dauphin est situé près de la ville de Dauphin et de la  municipalité rurale de Dauphin.
Le lac jouxte la réserve de biosphère du Mont-Riding.

## Histoire
En 1739, François de La Vérendrye, un des fils de l'explorateur et officier Pierre Gaultier de Varennes et de La Vérendrye, découvrit ce lac et le nomma Dauphin, en l'honneur de Louis de France, fils aîné du roi Louis XV de France et de Navarre, et de son épouse Marie Leszczyńska.